# Op-art

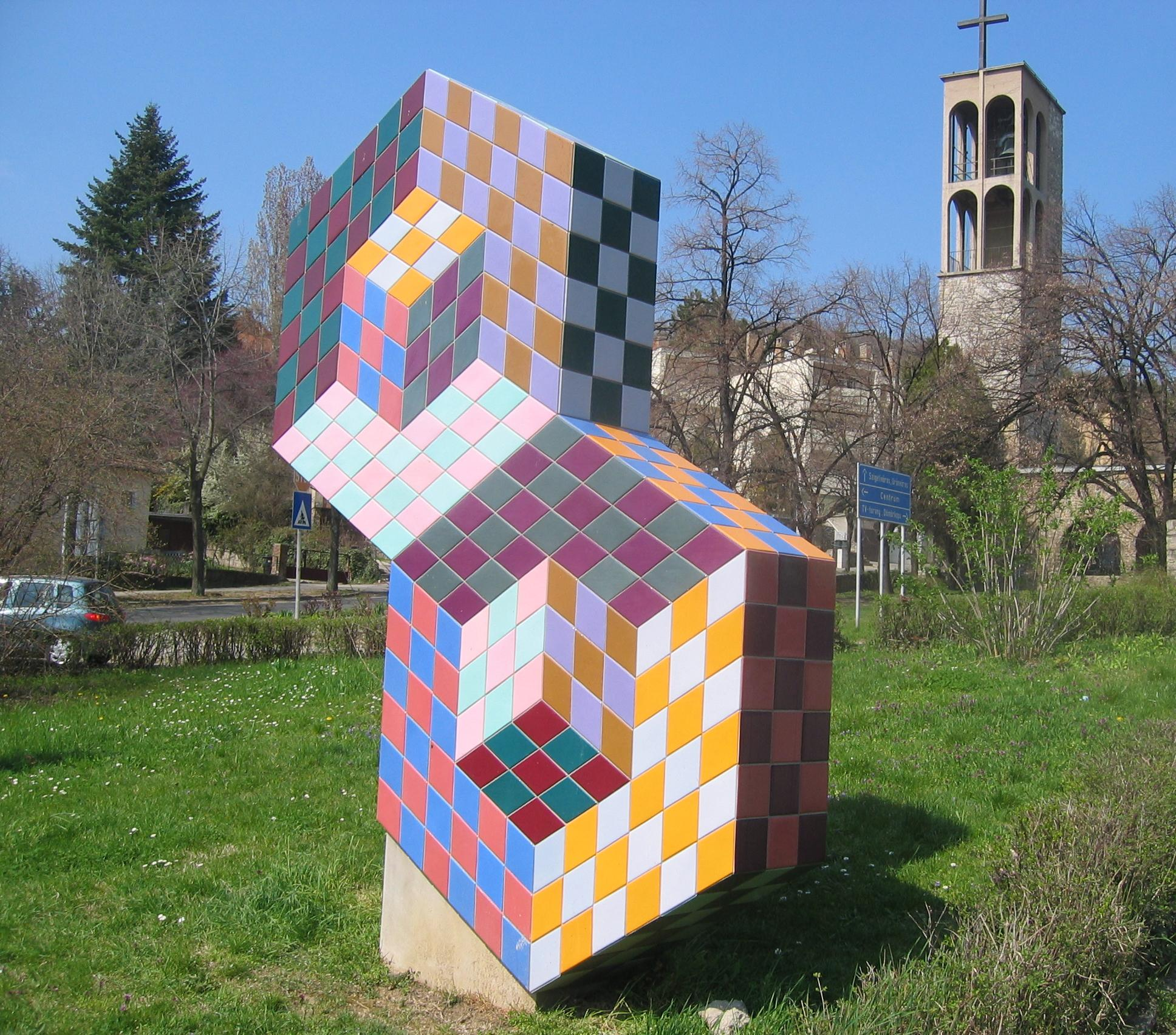
Una ilusión óptica del artista húngaro Victor Vasarely en Pécs

El op art (abreviatura del inglés optical art, lit. 'arte óptico'), es un estilo de arte visual que hace uso de ilusiones ópticas. Suele usarse en la crítica e historia del arte la denominación en inglés, op art, aunque también hay referencias al arte óptico. 
Las obras op art son abstractas, siendo muchas de las piezas más conocidas creadas en blanco y negro. Por lo general, causan en el espectador la impresión de movimiento, de la existencia de imágenes ocultas, de patrones de destellos y vibraciones. En las obras de op art el observador participa activamente moviéndose o desplazándose para poder captar el efecto óptico completamente, y por eso se ven combinaciones o repeticiones de formas, figuras o patrones; también se utilizan figuras geométricas simples como rectángulos, cuadrados, triángulos o círculos.
Tras la Segunda Guerra Mundial apareció una nueva generación de artistas abstractos. No solo se preocupaban por comunicar con sus obras un sentimiento, sino que exigían del espectador una participación activa. En esa época el centro artístico ya era, definitivamente, Nueva York.
Son artistas fundadores del op art, Victor Vasarely (Triond, Supernova), Yaacov Agam (con sus cuadros en relieve, como "Doble metamorfosis III"), Bridget Riley (Current), Jeffrey Steele (La volta), Richard Anuszkiewicz (Iridiscencia), Michael Kidner (Azul, verde, violeta y marrón). Otros artistas que realizaron obras op art fueron Jesús-Rafael Soto, Carlos Cruz Diez, Youri Messen-Jaschin, Julio Le Parc, Zanis Waldheims, Matilde Pérez, Richard Anuszkiewicz, Kenneth Noland, Frank Stella, Josef Albers, Lawrence Poons, Richard Anuszkiewicz, Piero Dorazio, Omar Rayo, Eusebio Sempere, y artistas latinoamericanos de la nueva generación como Cristian Mac Entyre, Fabián Burgos, Karina Peisajovich, Christian Wloch y Abel Ventoso, entre otros.

## Historia

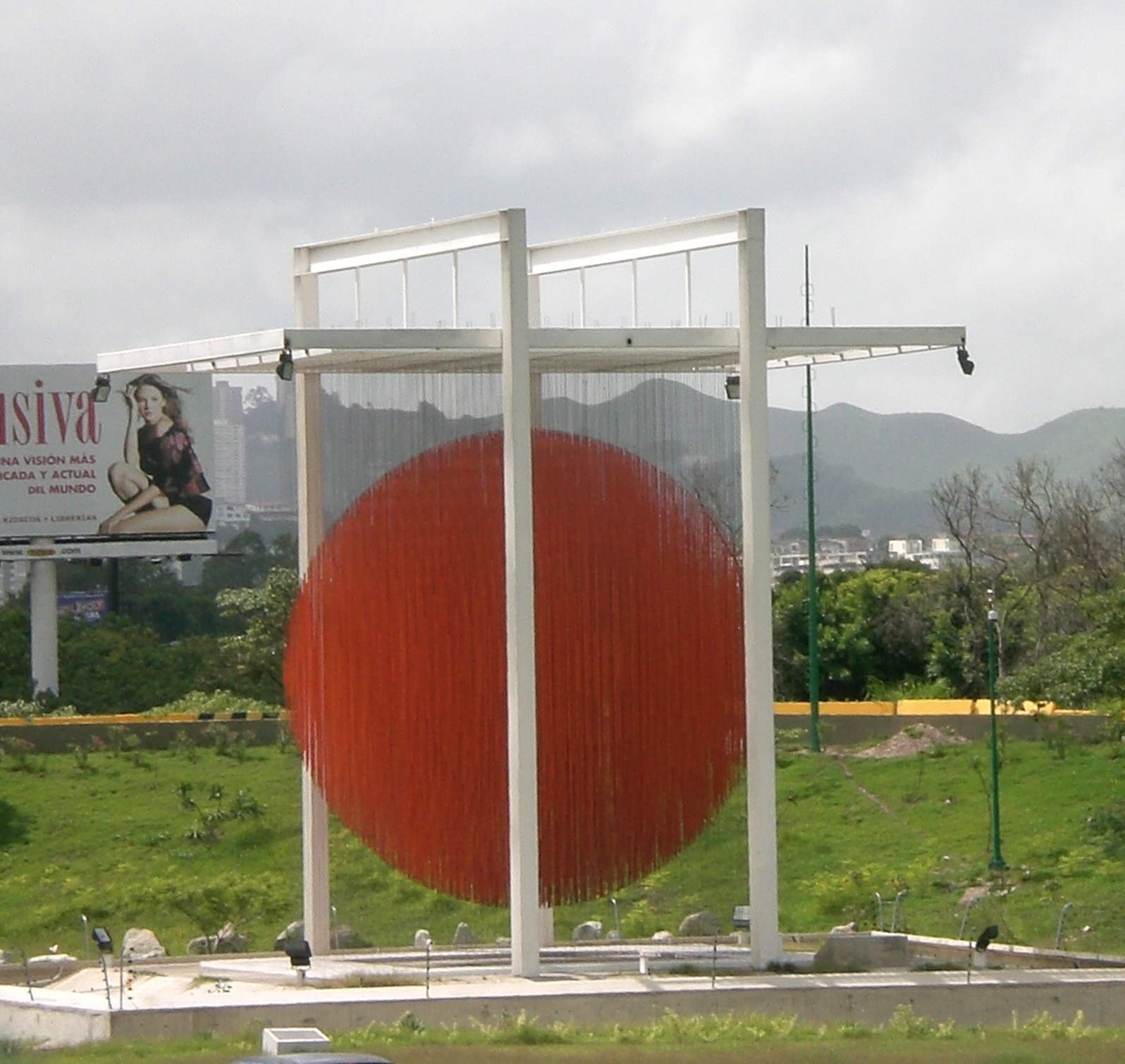
Jesús Soto, Caracas

Los antecedentes del op art, en términos de efectos gráficos y de color, pueden rastrearse en obras de otros estilos como  el neoimpresionismo, el cubismo, el futurismo, el constructivismo o el dada.
La revista Time Magazine acuñó el término op art en 1964, en respuesta al espectáculo de Julian Stanczak Optical Paintings at the Martha Jackson Gallery, para referirse a una forma de arte abstracto (específicamente arte no objetivo) que utilizaba ilusiones ópticas. Algunas obras que ahora se consideran como op art, ya se habían producido varios años antes de la publicación artículo de Time Magazine. Por ejemplo, la obra de Victor Vasarely Zebras (1938) está formada completamente por rayas blancas y negras curvilíneas que no están contenidas por líneas de contorno, y las rayas parecen fundirse y brotar del fondo circundante. También los primeros paneles "dazzle" ('deslumbramiento') en blanco y negro que John McHale instaló en la exposición «This Is Tomorrow» (1956) y en sus series Pandora en el Instituto de Artes Contemporáneas en 1962 muestran ya tendencias de arte proto-op art. Martin Gardner presentó el op art y su relación con las matemáticas en su columna de juegos matemáticos de julio de 1965 en Scientific American. En Italia, Franco Grignani, que originalmente se había formado como arquitecto, se convirtió en un protagonista destacado del diseño gráfico en el que el op art y el arte cinético fueron fundamentales. Su logotipo de Woolmark (lanzado en Gran Bretaña en 1964) es probablemente el más famoso de todos sus diseños.[cita requerida]
El arte óptico quizás deriva más estrechamente de las prácticas constructivistas de la Bauhaus.[cita requerida] Esta escuela alemana, fundada por Walter Gropius, enfatizaba la relación entre la forma y la función en un marco de análisis y racionalidad. Los estudiantes aprendían a centrarse en el diseño general o en la composición completa para presentar trabajos unificados. El arte óptico también proviene del trompe-l'œil y de la anamorfosis. También se han establecido relaciones con la investigación psicológica, en particular con la teoría de la Gestalt y la psicofisiología. Cuando la Bauhaus se vio obligada a cerrar en 1933, muchos de sus enseñantes huyeron a los Estados Unidos. Allí, el movimiento se arraigó en Chicago y finalmente en el Black Mountain College en Asheville, Carolina del Norte, donde Anni y Josef Albers finalmente enseñaron.[cita requerida]

Los artistas op art lograron así explotar diversos fenómenos, la imagen posterior y el movimiento consecutivo; la interferencia de líneas; el efecto de deslumbramiento; las figuras ambiguas y la perspectiva reversible; los contrastes de color sucesivos y la vibración cromática; y, en obras tridimensionales, diferentes puntos de vista y la superposición de elementos en el espacio.
Op artists thus managed to exploit various phenomena, the after-image and consecutive movement; line interference; the effect of dazzle; ambiguous figures and reversible perspective; successive colour contrasts and chromatic vibration; and in three-dimensional works different viewpoints and the superimposition of elements in space.
Popper

En 1955, para la exposición «Mouvements» en la galería Denise René de París, Victor Vasarely y Pontus Hulten promovieron en su «Yellow manifesto» (manifiesto amarillo) algunas nuevas expresiones cinéticas basadas en los fenómenos ópticos y luminosos, así como en la pintura ilusionistica. La expresión arte cinético en esta forma moderna apareció por primera vez en el Museum für Gestaltung de Zürich en 1960, y se desarrolló en la década de 1960. En la mayoría de los países europeos, generalmente incluía alguna forma de arte óptico que usaba principalmente las ilusiones ópticas, como en el op art, así como el arte basado en el movimiento representado por Yacov Agam, Carlos Cruz-Diez, Jesús Rafael Soto, Gregorio Vardanega o Nicolas Schöffer. Desde 1961 hasta 1968, el Groupe de Recherche d’Art Visuel (GRAV) fundado por François Morellet, Julio Le Parc, Francisco Sobrino, Horacio Garcia Rossi, Yvaral, Joël Stein y Vera Molnár fue un grupo colectivo de artistas opto-cinéticos que —de acuerdo con su manifiesto de 1963—, apelaba a la participación directa del público con una influencia en su comportamiento, en particular a través del uso de laberintos interactivos.
Algunos miembros del grupo Nouvelle tendance (1961-1965) en Europa también se involucraron en el op art como Almir Mavignier y Gerhard von Graevenitz, principalmente con sus serigrafías en que estudiaban las ilusiones ópticas. El término op irritó a muchos de los artistas etiquetados con ella, incluyendo expresamente a Albers y Stanczak, que apostaban por una etiqueta mejor, a saber, perceptual art (arte perceptivo). Desde 1964, Arnold Schmidt tuvo varias exposiciones individuales de sus grandes pinturas ópticas de formas en blanco y negro expuestas en la Terrain Gallery de Nueva York.

### The Responsive Eye
El Museum of Modern Art de la Ciudad de Nueva York montó una exposición llamada The Responsive Eye (El ojo sensible), creada por William C. Seitz, que se mostró del 23 de febrero al 25 de abril de 1965  y que realizó luego una gira por St Louis, Seattle, Pasadena y Baltimore. Los trabajos expuestos fueron de amplio abanico estilístico, yendo desde el minimalismo de Frank Stella y Ellsworth Kelly, a la suave plasticidad de Alexander Liberman, los esfuerzos colaborativos del Anonima group, junto con los conocidos Victor Vasarely, Richard Anuszkiewicz, Wen-Ying Tsai, Bridget Riley y Getulio Alviani La exposición se centró en los aspectos perceptivos del arte, que resultaban tanto de la ilusión de movimiento como de la interacción de las relaciones de color.
La exposición tuvo una gran acogida entre el público en general (más de 180 000 vsitantes), pero no tanto entre los críticos, que lamentaban que el op art no retratara nada más que trompe-l'œil, o trucos que engañaban a los ojos. En cualquier caso, la popularidad del op art entre el público aumentó, y las imágenes de op art se comenzaron a usar en varios contextos comerciales. Uno de los primeros trabajos de Brian De Palma fue una película documental sobre esta exposición

## Métodos de operación

### Blanco y negro y la relación figura-fondo
El op art es una experiencia perceptiva relacionada con cómo funciona la visión. Es un arte visual dinámico que deriva de la relación discordante entre la figura y fondo que pone dos planos, el primer y el segundo, en una yuxtaposición tensa y contradictoria. Los artistas crean op art en dos formas primarias. La primera, el método mejor conocido, es crear efectos a través del uso de patrones y líneas. A menudo son  pinturas en blanco y negro, o también en grisalla, como en la famosa pintura de Bridget Riley, Current (1964), que apareció en la portada del catálogo de The Responsive Eye. En ella, las líneas onduladas en blanco y negro están cerca unas de las otras sobre la superficie del lienzo, creando una relación volátil entre la figura y el fondo. Getulio Alviani hizo uso de superficies de aluminio pulidas con las que trató de crear patrones de luz que cambiaban a medida que el observador se movía (superficies de textura vibrante). Otra reacción que suscitaban era que las líneas creasen imágenes posteriores en ciertos colores debido a cómo la retina recibe y procesa la luz. Como demostró Goethe en su tratado Teoría de los colores, en el borde donde se encuentran la luz y la oscuridad, el color surge porque la claridad y la oscuridad son las dos propiedades centrales en la creación del color.[cita requerida]

### Color
A partir de 1965, Bridget Riley comenzó a producir arte óptico basado en el color; sin embargo, otros artistas, como Julian Stanczak y Richard Anuszkiewicz,, siempre estuvieron interesados en hacer del color el foco principal de su trabajo. Josef Albers había enseñado a estos dos practicantes de la escuela Color Function en Yale en la década de 1950. A menudo, el trabajo colorista está dominado por las mismas preocupaciones del movimiento de figuras y fondos, pero tienen el elemento agregado del empleo de colores contrastantes que producen diferentes efectos en el ojo. Por ejemplo, en las pinturas del «templo» de Anuszkiewicz, la yuxtaposición de dos colores altamente contrastados provoca una sensación de profundidad ilusionista en el espacio tridimensional, pareciendo que la forma arquitectónica está invadiendo el espacio del espectador.

#### Interacción del color
Hay tres clases principales de interacción del color: el contraste simultáneo, el contraste sucesivo y el contraste inverso (o asimilación). (i) El contraste simultáneo puede tener lugar cuando un área de color está rodeada por otra área de un color diferente. En general, el contraste mejora la diferencia de brillo y/o color entre las áreas que interactúan. Dichos efectos de contraste son mutuos, pero si el área envolvente es más grande y más intensa que el área que encierra, entonces el contraste queda desequilibrado, y puede parecer que se ejerce en una única dirección. (ii) En el contraste sucesivo, primero se ve un color y luego el otro. Esto se puede lograr fijando el ojo constantemente en un color y luego centrándose rápidamente en el otro, o cambiando la atención de un color a otro. (iii) En el contraste inverso (a veces llamado la asimilación de color o el efecto de propagación), la claridad del blanco o la oscuridad del negro hace parecer que se extiende a las regiones vecinas. De manera similar, puede parecer que los colores se extienden o se asimilan a las áreas vecinas. Todos los efectos tienden a hacer que las áreas vecinas semejen ser más parecidas, en lugar de ampliar las diferencias como en el más familiar contraste simultáneo, de ahí el término contraste inverso (Jameson y Hurvich). Téngase en cuenta que en la interacción del color, los colores constituyentes conservan gran parte de la propia identidad, aunque pueden ser alterados un poco por el contraste.
There are three major classes of the interaction of color: simultaneous contrast, successive contrast, and reverse contrast (or assimilation). (i) Simultaneous contrast may take place when one area of color is surrounded by another area of a different color. In general, contrast enhances the difference in brightness and/or color between the interacting areas. Such contrast effects are mutual, but if the surround area is larger and more intense than the area it encloses, then the contrast is correspondingly out of balance, and may appear to be exerted in one direction only. (ii) In successive contrast, first one color is viewed and then another. This may be achieved either by fixing the eye steadily on one color and then quickly replacing that color with another, or by shifting fixation from one color to another. (iii) In reverse contrast (sometimes called the assimilation of color or the spreading effect) the lightness of white or the darkness of black may seem to spread into neighbouring regions. Similarly, colors may appear to spread into or become assimilated into neighbouring areas. All effects tend to make neighbouring areas appear more alike, rather than to enhance their differences as in the more familiar simultaneous contrast, hence the term reverse contrast (Jameson and Hurvich). Note that in the interaction of color the constituent colors retain much of the own identity even though they may be altered somewhat by contrast.
The Theory of Color and the Practice of Painting (1996), de Floyd Ratliff

## Exposiciones
- L'oeil Moteur, art optique et cinetique 1960-1975, Musee D'Art Moderne et Contemporain, Strasbourg, Francia, del 13 de mayo al 25 de septiembre de 2005.
- Op Art, Schirn Kunsthalle, Frankfurt, Alemania, del 17 de febrero al 20 de mayo de 2007.
- The Optical Edge, The Pratt Institute of Art, New York, del 8 de marzo al 14 de abril de 2007.
- Optic Nerve: Perceptual Art of the 1960s, Columbus Museum of Art, Columbus, Ohio, del 16 de febrero al 17 de junio de 2007.
- CLE OP: Cleveland Op Art Pioneers, Cleveland Museum of Art, Cleveland, Ohio, del 9 de abril de 2011 al 26 de febrero de 2012.
- Bridget Riley ha tenido varias exposiciones internacionales en los últimos años (por ejemplo, Dia Center, Nueva York, 2000; Tate Britain, Londres, 2003; Museum of Contemporary Art, Sydney, 2004).

## Fotografía op art
Aunque son relativamente convencionales, los fotógrafos han tardado en producir op art.  En pintura, Victor Vasarely y Bridget Riley producían grandes cantidades de arte y lo mismo se puede decir de muchos artistas digitales, como Akiyoshi Kitaoka. Una de las razones principales de la falta de fotógrafos que hiciesen op art, es la dificultad para encontrar un tema efectivo. László Moholy-Nagy produjo arte fotográfico op art y enseñó la materia en la Bauhaus. Una de sus lecciones consistió en hacer que sus alumnos realizaran agujeros en las tarjetas y luego fotografiarlas.

## Otros artistas conocidos por obras op art
- Richard Anuszkiewicz (1930) pintor, grabador y escultor estadounidense;
- Yaacov Agam (1928), artista plástico y escultor israelí.
- Richard Allen (1933-1999), pintor y grabador británico, también practicante del minimalismo;
- Edna Andrade (1917-2008), artista abstracta estadounidense;
- Gianni Colombo (1933-1993), artista italiano;
- Carlos Cruz-Díez (1923-2019), artista plástico venezolano;
- Tony DeLap (1927), artista y escultor  estadounidense;
- Piero Dorazio (1927-2005), pintor italiano;
- Günter Fruhtrunk (1923-1982), pintor y grabador alemán;
- Michael Kidner (1917-2009), pintor inglés;
- Julio Le Parc (1928), escultor y pintor argentino;
- Heinz Mack (1931), pintor alemán;
- John McHale (1922-1978), artista y teórico británico;
- Youri Messen-Jaschin (1941), artista suizo de origen letón;
- Reginald H. Neal (1909-1992), pintor y grabador estadounidense;
- Kenneth Noland (1924-2010),  estadounidense, cultivador del color field, expresionismo abstracto y minimalismo;
- Andreas Nottebohm (1944), artista estadounidense de origen germano, innovadores de la impresión en metal;
- Matilde Pérez Cerda (1916-2014), pintora, escultora y artista visual chilena;
- Ivan Picelj
- Lawrence Poons
- Jesús-Rafael Soto (1923-2005), artista venezolano)
- Jeffrey Steele
- Omar Rayo (1928-2010), pintor colombiano;
- Eusebio Sempere (1923-1985), escultor, pintor y artista gráfico español;
- Kenneth Snelson
- Frank Stella
- Günther Uecker (1930), pintor y escultor alemán;
- Grazia Varisco
- Sara Fitta (1977), pintora y escritora Italiana;
- Zanis Waldheims
- Ludwig Wilding
- Tavar Zawacki
- Marian Zazeela
- Achim Zeman
- Felipe Pantone (1986) artista hispano-argentino

y artistas latinoamericanos de la nueva generación como,
- Cristian Mac Entyre (1967), artista argentino;
- Fabián Burgos (1962), artista plástico argentino;
- Karina Peisajovich (1966), artista argentina;
- Christian Wloch (1971), artista argentino;
- Abel Ventoso (1975), artista argentino;

, entre otros.

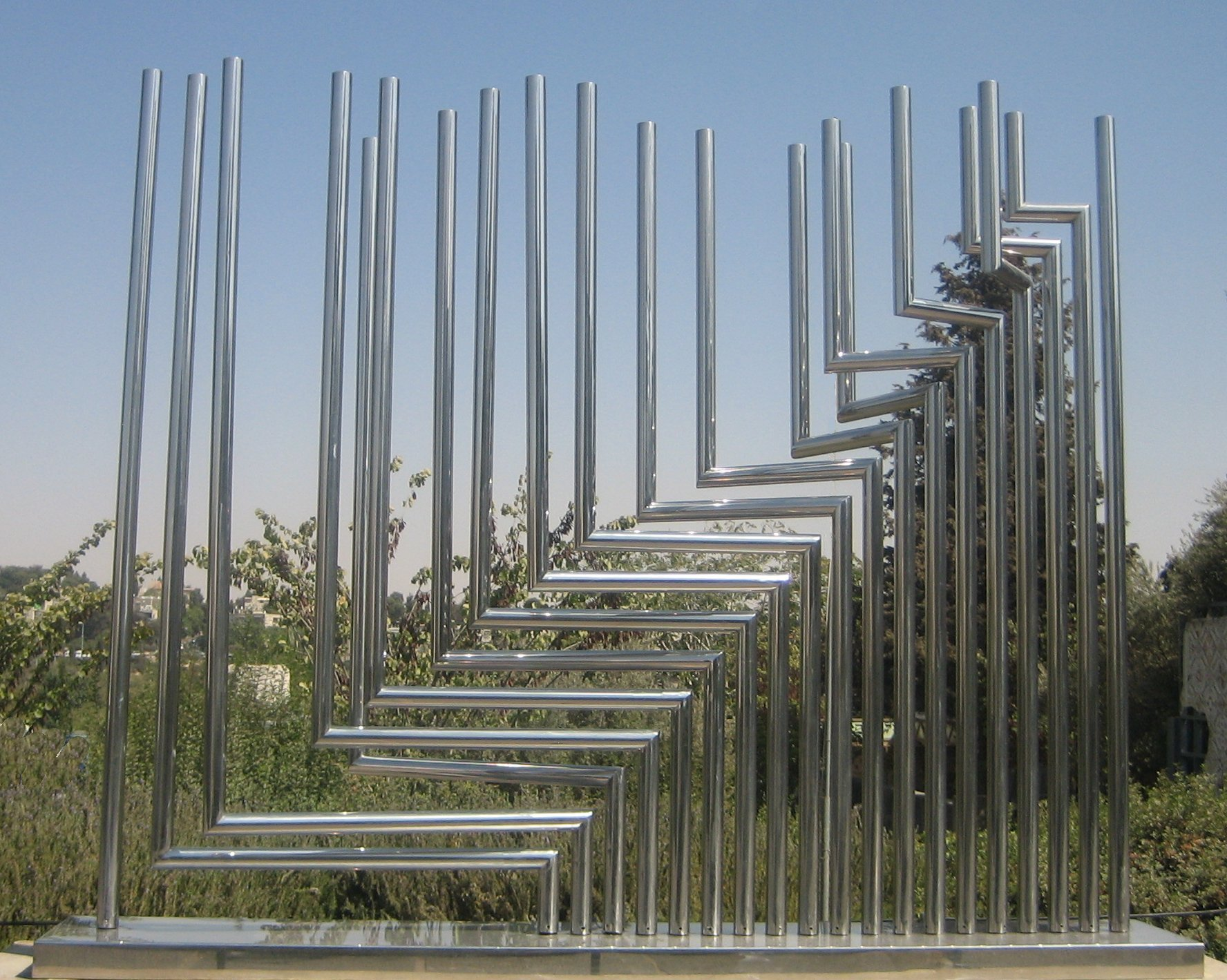
Eighteen Levels (1971), Ya'acov Agam, Israel Museum, Jerusalem,
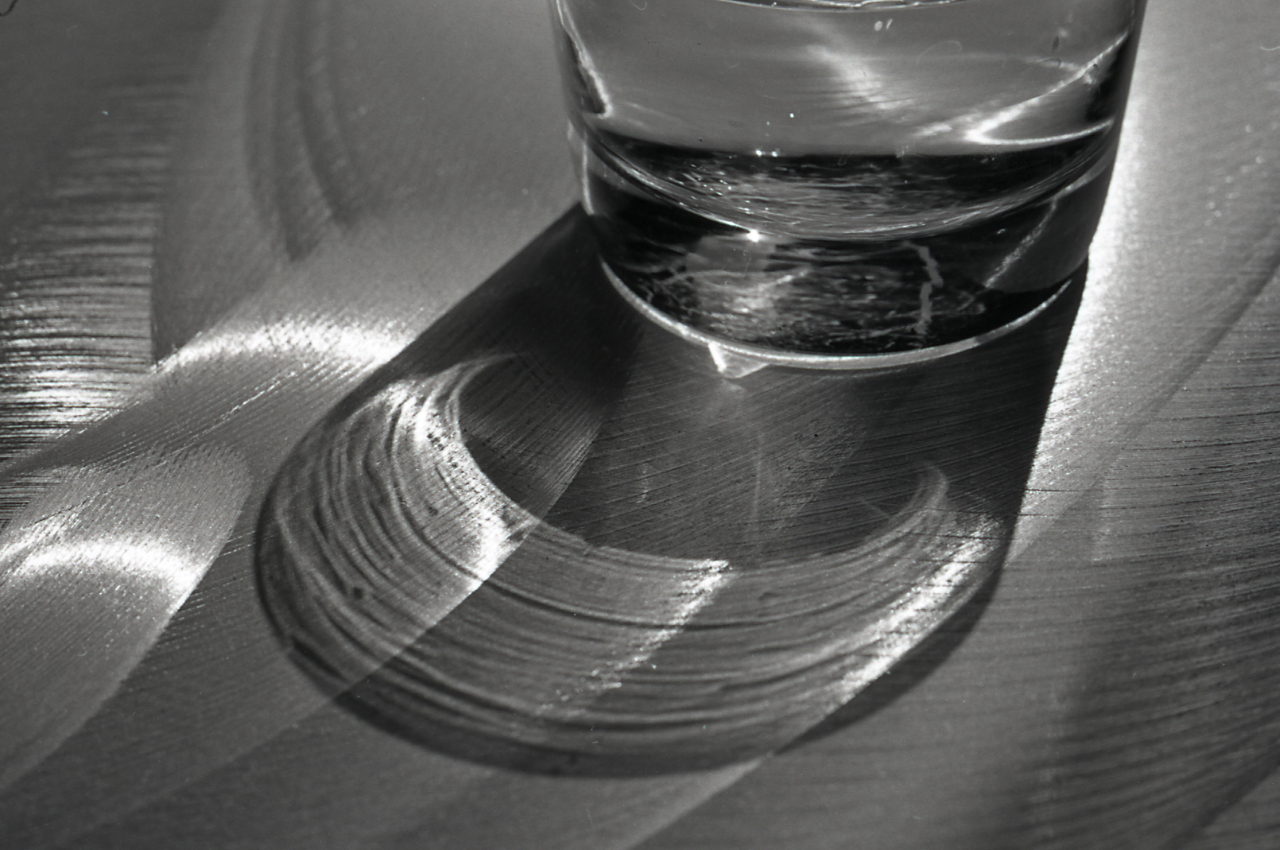
Serie fotografica (1969), Paolo Monti
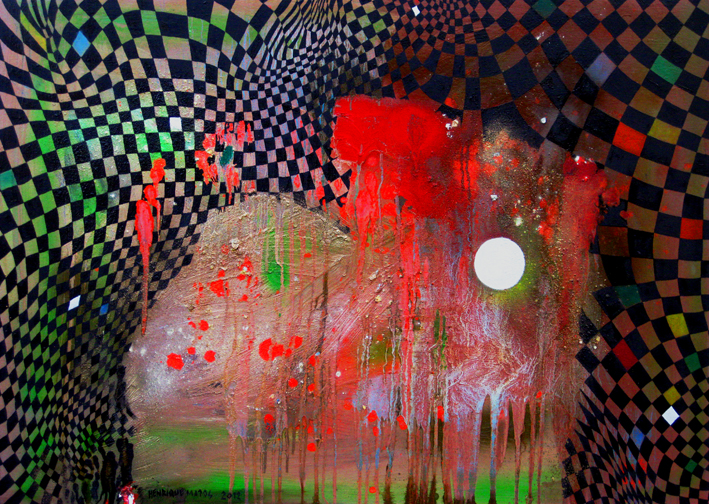
Optical Motion II (2012), Henrique Matos
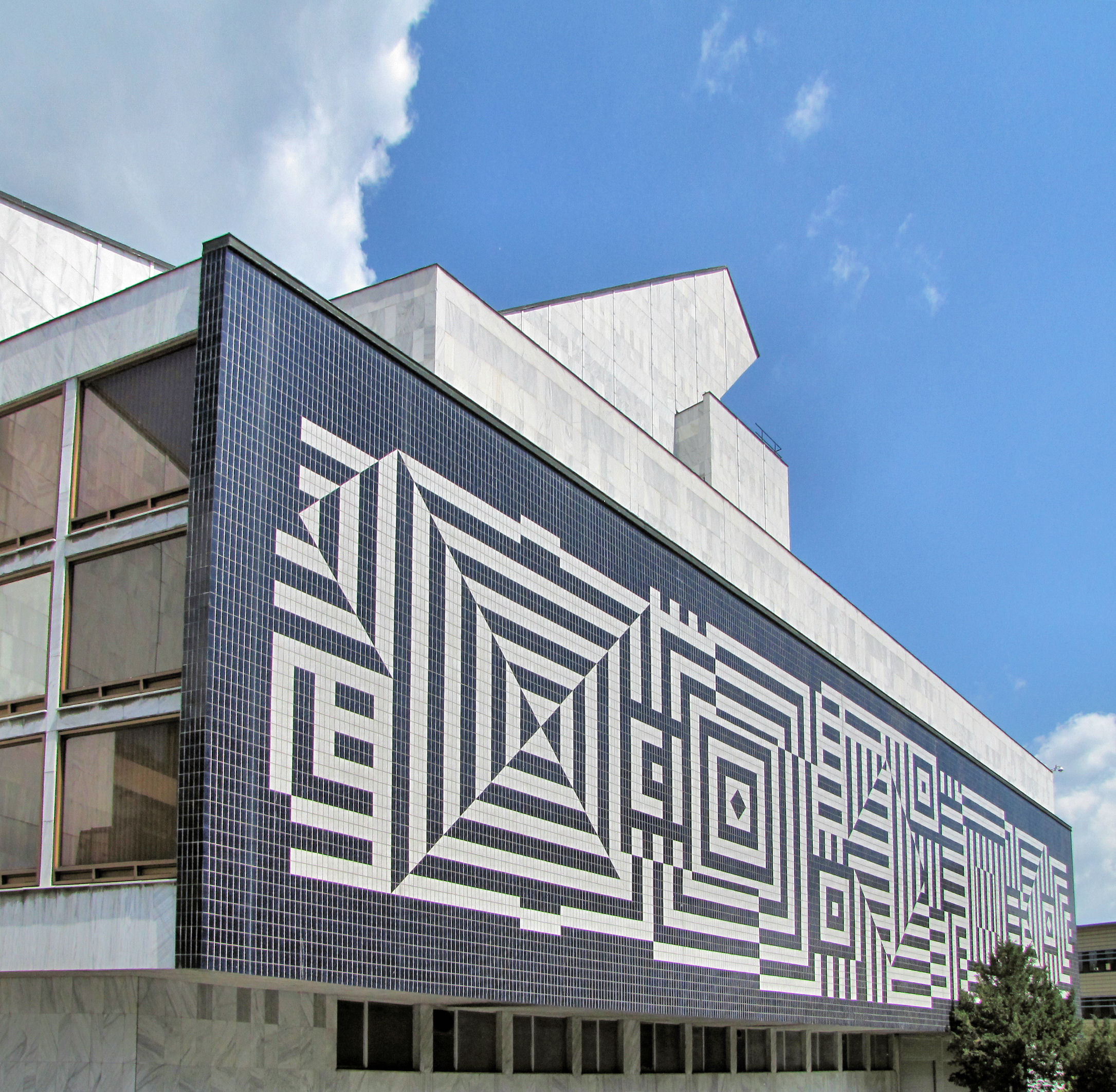
Mural de Victor Vasarely en la fachada del Teatro Nacional, Győr.